# Heyde-Syndrom
Als Heyde-Syndrom wird ein Krankheitsbild (Syndrom) bezeichnet, das aus der Kombination einer erworbenen Aortenklappenstenose und Blutungen aus fehlgebildeten Blutgefäßen (Angiodysplasie) des aufsteigenden Teils des Dickdarms besteht. Zuweilen wird auch die durch die Blutungen auftretende Anämie als Teil des Syndroms angesehen. Es wurde nach dem amerikanischen Internisten Edward C. Heyde benannt, welcher das Syndrom 1958 beschrieb.

## Epidemiologie
Die genaue Prävalenz des Syndroms ist nicht bekannt. In einer Studie wurde 2003 bei 73 Angiodysplasie-Patienten durch eine Echokardiografie in 31 Prozent eine Aortenklappenstenose festgestellt. In der Kontrollgruppe fand sich die Stenose nur bei 14 Prozent der Untersuchten.

## Symptomatik
Blutungen im Magen-Darm-Trakt äußern sich in blutigem Erbrechen, schwarzem Stuhl oder Blutauflagerungen auf dem Stuhl. Eine schwere Aortenklappenstenose äußert sich in Atemnot (Dyspnoe), Brustenge (Angina Pectoris) und anfallsartiger Bewusstlosigkeit (Synkope). Leichtere Formen können jedoch auch ohne Beschwerden bestehen.

## Ursachen
Der ursächliche Zusammenhang zwischen der Stenose durch Verkalkung und Degeneration der Aortenklappe sowie Blutungen aus fehlgebildeten Blutgefäßen im Bereich des Colon ascendens und des Caecums ist bislang nicht geklärt. Vermutet wird eine Störung in der Regulation der Blutgerinnung mit Verringerung des Von-Willebrand-Faktors, für die es bisher aber keine Beweise gibt.

## Diagnostik
Bei einer Koloskopie wegen aufgetretener Blutungen lassen sich die Blutgefäßfehlbildungen (Angiodysplasien) nachweisen. Eine Stenose der Aortenklappe kann echokardiografisch bestätigt werden. Die bei einem Willebrand-Jürgens-Syndrom üblichen diagnostischen Verfahren können aufgrund nur geringer Veränderungen unauffällig sein.

## Therapie
Die symptombezogene Behandlung schließt die Bluttransfusion, eine Gabe von Desmopressin und Faktor-VIII-Präparaten ein. In Fallberichten wurde beschrieben, dass der Ersatz der befallenen Herzklappe zu einem Ausheilen der Darmblutungen führt. Auch eine Teilentfernung des Dickdarms (Kolektomie) wurde erfolgreich als Möglichkeit der Behandlung der Darmblutungen angewandt.